# 林繁蔵

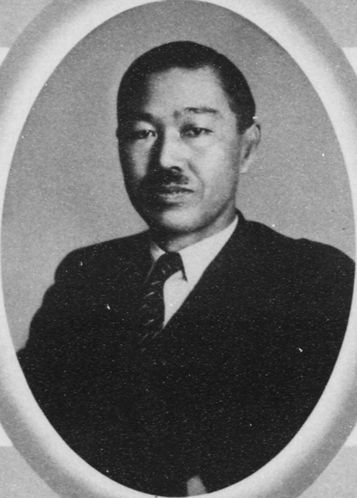
林繁蔵

林 繁蔵（はやし しげぞう、1887年（明治20年）9月5日 - 1945年（昭和20年）10月3日）は、朝鮮総督府官僚。朝鮮殖産銀行頭取。

## 経歴
福岡県宗像郡赤間村（現在の宗像市）出身。1905年（明治38年）福岡県立中学修猷館を経て、1909年（明治42年）東京高等商業学校卒業。1912年（大正元年）高等文官試験に合格し、1913年（大正2年）京都帝国大学法科大学政治学科を卒業した。朝鮮総督府属、同事務官・財務局関税課長、司計課長、理財課長等を歴任した。1929年（昭和4年）に朝鮮総督府財務局長に就任した。
1937年（昭和12年）に退官した後は、朝鮮殖産銀行頭取を務めた。